# Гассаніди
Гассаніди (араб. الغساسنة) — християнська арабська королівська династія, що правила у II—VII столітті у Східній Палестині (територія сучасної Йорданії). Династія походить з бедуїнського кочівного племені Бану Гассан, яке емігрувало у II столітті з півдня Аравійського півострова (з території у сучасному Північному Ємені). На початку свого існування плем'я не мало суттєвого впливу в арабському світі. Ситуація різко змінилася на рубежі V—VI століть, Коли плем'я Гассан під проводом роду Джафна з нез'ясованих до кінця дослідниками причин переселилося до кордонів з Візантією. Тут воно зіткнулося з філархами Саліхідами. Згодом вони розгромили і вигнали Саліхідів, взявши під контроль сирійське прикордоння. Гассаніди прийняли християнство, а у 502—503 роках уклали з Візантійською імперією договір і набули статусу її союзників. Отримуючи щороку грошове забезпечення, вони споряджали загони кавалерії для армії Візантії. Вожді гассанідів офіційно іменувалися філархами і мали ранг кларіссімуса, а їхній верховний вождь (цар) був зведений в патрикії і удостоєний титулу «глоріозіссім». Основною резиденцією Гассанідів стала Джабія, горбиста місцевість за 80 км на південь від Дамаска, де знаходилися стоянки кочівників. Першим представником Гассанідів, який вступив в договірні відносини з Візантійською імперією, був Джабала, достовірних відомостей про якого майже не збереглося.
Свого розквіту царство Гассанідів досягло за його сина аль-Харіса ібн Джабали (близько 529—569 роки), який увійшов в історію як один із залежних від Візантії правителів, що отримав від імператора царський титул «василевс». Аль-Харіс чесно виконував свої зобов'язання, беручи участь у придушенні заколотів в Палестині під час повстання самаритян (529—530 роки), у війнах із Сасанідами та Лахмідами. Аль-Харіс був прихильником монофізитської доктрини, що пояснюється, швидше за все, його прагненням відстояти етнокультурну самобутність арабів у візантійського світі. У роки правління аль-Харіса остаточно склалося так зване Гассанідське царство — кочівна протодержава, що відігравала роль буфера між Візантією та арабськими племенами.
Політику батька продовжив аль-Мунзір ібн аль-Харіс (569—581), правитель ромейських арабів. При ньому загострилися розбіжності з Візантією, незадоволеною надмірним посиленням гассанідов. Ідеологічним приводом протистояння стало дотримання у Гассанідів яковитського напрямку християнства. Він був захоплений разом з дружиною і декількома дітьми візантійським чиновником (куратором) Магном, та доставлений у 581 році до Константинополя. Імператор Тиберій II Костянтин (578—582) посадив його під домашній арешт. Його старший син ан-Нуман ібн аль-Мунзір, що залишився на батьківщині, влаштовував набіги на візантійські володіння, але згодом потрапив у заслання разом з батьком. Близько 585 року царство гассанідів було розділено між 15 вождями арабських племен і припинило існування.
Після розпаду царства Гассанідів ця династія зберігала деякий вплив до приходу ісламу. Окремі представники племені Гассан добровільно прийняли нову віру, але масової ісламізації племені не відбулося. Останньому гассанідському царю Джабалі ібн аль-Айхаму (633—636) довелося від імені імператора Іраклія I (610—641) вести переговори з делегацією мусульман. Перехід Джабали разом із загоном арабів-християн на сторону мусульман на третій день битви на річці Ярмук (22 серпня 636 року) і звернення в іслам були обумовлені прагматичними міркуваннями: усвідомленням неминучості поразки візантійців через розбрат серед вищого командування і бажанням розділити з мусульманським військом плоди перемоги. Однак після конфлікту з халіфом Омаром ібн аль-Хаттабом, втік до Константинополя, розкаявся, повернувся в лоно християнства, був прощений і оселився в Малій Азії. Велика частина племені Гассан пішла за своїм ватажком, а територію його розселення зайняло велике племінне об'єднання таїтів.